# Riniken
Riniken är en ort och  kommun i distriktet Brugg i kantonen Aargau, Schweiz. Kommunen har 1 555 invånare (2023).